# Dobritsa (vattendrag i Vitryssland, Homels voblast, lat 53,11, long 30,07)
Dobritsa (ryska: Добрица) är ett vattendrag i Belarus.   Det ligger i voblasten Homels voblast, i den centrala delen av landet, 190 km sydost om huvudstaden Minsk.
I omgivningarna runt Dobritsa växer i huvudsak blandskog. Runt Dobritsa är det ganska glesbefolkat, med 32 invånare per kvadratkilometer.